# Trolistica
Trolistica (Močvarna trolistica, gorski trolist, gorka djetelina, trolistak miomirisni; lat. Menyanthes), monotipski biljni rod iz porodice stremenovki ili trolističevki. Jedina je vrsta M. trifoliata, rasprostranjena po velikim dijelovima Euroazije i sjeveru Sjeverne Amerike.
Vrsta M. trifoliata ili močvarna trolistica je trajnica koja raste po močvarama, a prisutna je i u Hrvatskoj gdje se smatra ugroženom.

## Podvrsta
- Menyanthes trifoliata var. minor Fernald

## Galerija
- M. trifoliata
- M. trifoliata
- M. trifoliata
- M. trifoliata

## Vanjske poveznice
|  | Zajednički poslužitelj ima još gradiva o temi Menyanthes |
|  | Wikivrste imaju podatke o taksonu Menyanthes             |